# 자유통일당 (2020년)
자유통일당(自由統一黨)은 대한민국의 반공주의 및 기독교 보수주의 정당이다.

## 개요
본래 이 정당은 2019년, 통일한국당(현 국민참여신당) 대표 출신인 최인식이 당에서 이탈한 뒤 비례한국당 창당준비위원회를 등록한 것으로 시작하였다. 그러나 중앙선거관리위원회에서 '비례○○당' 명칭 사용을 정당법 제41조에 의해 사용을 불허하자 국민혁명당으로 명칭을 변경하였다.
자유한국당 출신의 김문수 전 경기도지사와 전광훈 사랑제일교회 담임목사가 창당에 합류하였고 이와 동시에 명칭도 다시 자유통일당으로 변경하였으며, 최종적으로 2020년 1월 31일에 중앙당 창당식을 열었다. 고영일 기독자유당 대표는 자유통일당은 대한민국 제21대 국회의원 선거에서 기독자유당의 위성정당으로서 지역구 정당으로 참여하겠다고 밝혔다.
2020년 2월 20일 김문수 자유통일당 대표와 조원진 우리공화당 대표가 보수우파의 결집을 위해 양당간 통합에 합의하였다고 발표하면서 총선 전에 양당이 합당하겠다는 의사를 밝혔다. 이후 같은 해 3월 3일에 자유공화당으로 합당이 완료되었다.